# Johnny Casino

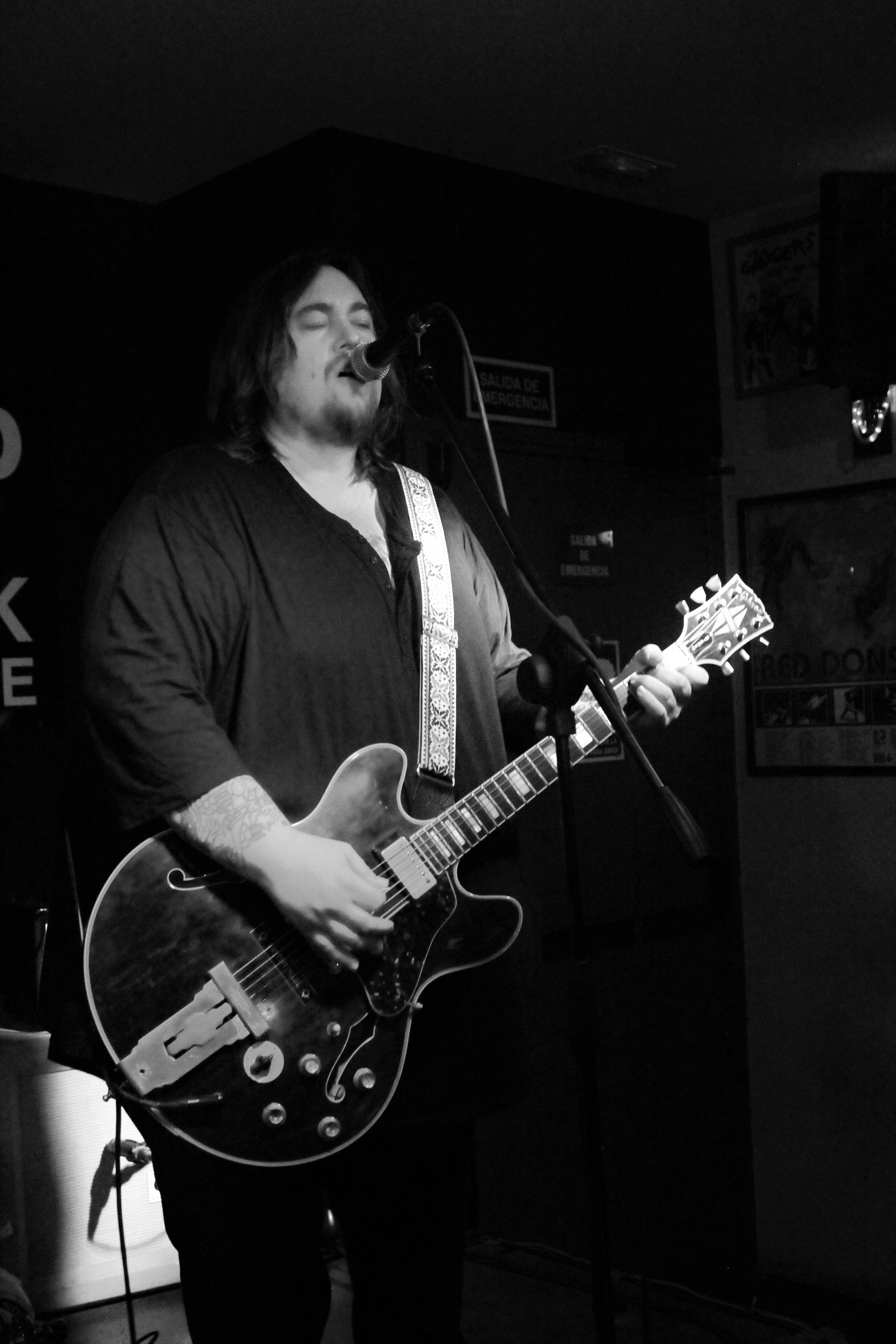
Johnny Casino. Actuación en el Rock Palace de Madrid en octubre de 2013.

Johnny Casino, de nombre real John Spittless, es un cantante, guitarrista y compositor australiano. Comenzó su trayectoria profesional en Sídney en 1991 con Asteroid B-612. Aunque en sus inicios estaba fuertemente influenciados por el high-energy rock de MC5, Stooges y Radio Birdman, fue paulatinamente abandonando el género para ceñirse a un rock de corte más clásico.
Durante los últimos años de existencia de Asteroid B-612 se trasladó a vivir a Filadelfia y formó Johnny Casino's Easy Action con músicos estadounidenses y con los que llegó a grabar tres álbumes. El vocalista era Howard Saunders, más conocido como el Cosmic Commander y también excantante de Rancid Vat.
Durante uno de sus intermitentes viajes a Australia, en 2004 formó junto con John McKeering (The Onyas, Cosmic Psychos) y Lindsay McLennan (The Meanies) los Egos. El álbum resultante, Fast Swimming, fue presentado con una gira por España.
En 2007, instalado nuevamente en Australia entró en una etapa profesional muy activa, formando muchas bandas y grabando álbumes de calidad excepcional que están entre lo mejor de su carrera profesional. Destaca principalmente Johnny Casino And The Secrets.
Otros proyectos en los que estuvo involucrado fueron The Lord Street Sound (2011) con los que grabó el álbum Behind The Dumb y The Downtown 3 (2012), estos últimos como banda de acompañamiento de la vocalista Carrie Phillis y donde además de Johnny Casino estaba el bajista Scott Nash (Asteroid B-612) y el baterista Craig Jackson (Brother Brick). Como Carrie Phillis & The Downtown 3 grabaron el EP Spend It With You.
En España tocó regularmente con la banda de acompañamiento compuesta por el guitarrista Aitor Ochoa (Soul Gestapo), el bajista Julián Marco (Los Perros) y el baterista Isidro Rubio (Wau y los Arrrghs!!!). En agosto de 2012, y renombrados como Johnny Casino y Los Secretos para la ocasión, dieron una gira por Australia y grabaron el álbum Live At The Hanging Tree.
Actualmente, Johnny Casino reside en Denia (España) y compagina la música con la profesión de tatuador.

## Johnny Casino's Easy Action (1998-2005)
Durante los últimos años de Asteroid B-612 y posteriormente disuelta la banda, Johnny Casino pasó largos periodos en Filadelfia, donde aprendió el oficio de tatuador en Kadillac Tatto, una conocida tienda de la ciudad. En sus diversas estancias en Estados Unidos formó Johnny Casino's Easy Action con músicos locales. El vocalista era Howard Saunders (conocido como The Cosmic Commander y también vocalista de Rancid Vat), el segundo guitarrista Steve McCarthy (Limecell) y el baterista John Ilisco (Officer Roseland).
Entre 1998 y 2005, conocida como su etapa americana, Johnny Casino grabó tres álbumes.
En octubre de 2005 tocaron en España.

## Egos (2004)
Supergrupo pasajero de pop punk formado por Johnny Casino más el guitarrista John McKeering (The Onyas, Cosmic Psychos) y el baterista Lindsay McLennan (The Meanies). El álbum resultante, Fast Swimming, fue presentado con una gira por España en 2004. También publicaron otra referencia en una discográfica española, H-Records, el EP One For Me.

## Johnny Casino & The Secrets (2006-2012)
A la vuelta de Filadelfia, y entre 2006 y 2012, Johnny Casino grabó y publicó varios discos bajo el nombre de Johnny Casino & The Secrets. Inicialmente no era una banda estable, con esa denominación participaban muchos amigos, conocidos músicos de otras importantes bandas australianas, pero convergió hacia un núcleo bastante permanente con James Saunders (guitarra), Michael Evans (bajo) y Chris Wilson (batería) que prácticamente contribuyeron en la mayoría de los discos.
Entre la lista de colaboradores puntuales que en algún momento participaron destacan Scott Nash (bajo) y Ben Fox (batería), sección rítmica de Asteroid B-612. Otros son: Brad Shepherd (Hoodoo Gurus), Kendall James (The Crusaders), Warren Hall (The Drones) y Ken Watt (The M-16's).
Además de varios trabajos en estudio, también publicaron el disco en directo Live On 3PBS, grabado el 9 de noviembre de 2008 para una emisión de la cadena PBS de Melbourne y editado el año siguiente.

## The Lord Street Sound (2011)
The Lord Street Sound fue una banda pasajera de Johnny Casino formada junto con el vocalista Rodney Todd (The Mess Makers) y el baterista Mike Burnham, ingeniero de sonido, productor y propietario de los estudios Tardis, lugar habitual donde suele grabar Johnny Casino. De carácter ligeramente experimental, el único álbum que grabaron fue Behind The Dumb.

## Carrie Phillis & The Downtown 3 (2012-2015)
Debido a la inactividad de The Secrets, Johnny Casino más el bajista Scott Nash (Asteroid B-612) y el baterista Craig Jackson (Brother Brick) como The Downtown 3 ejercieron de banda de acompañamiento de Carrie Phillips, antigua vocalista de The Booby Traps. Grabaron el EP Spend It With You (2012) y el sencillo Let's Go (2013).

## Johnny Casino & Los Secretos (2011-2015)
Para la gira por España de 2011, Johnny Casino formó una banda con músicos españoles castellanizando el nombre para diferenciarla de la australiana. Los acompañantes eran el guitarrista Aitor Ochoa (Soul Gestapo), el bajista Julián Marco (Los Perros) y el baterista Isidro Rubio (Wau y los Arrrghs!!!). Fruto de esta colaboración, Johnny Casino giró nuevamente con ellos en 2012 por Australia y en 2013 otra vez por España.
En 2012 grabaron el sencillo Ahora es el Momento en los estudios Tigruss de Gandía y el directo Live at the Hanging Tree en los estudios Hanging Tree de Sídney durante un descanso en la gira por Australia.
En 2015, Johnny Casino fue el telonero de Radio Birdman en el concierto que los australianos dieron en la sala Loco Club de Valencia.

## Discografía

### Johnny Casino's Easy Action

#### Álbumes
- Twice As Good As You (1999) — Kadillac
- We've Forgotten More Than You'll Ever Know (2005) — Nicotine
- I Paid For Affection Not The House Of Correction (2006) — Off The Hip

#### Singles compartidos
- Con The Holy Curse: "Treatin Me Kind" / "Roy The Boy" (2006) — Turborock

### Egos

#### Álbumes
- Fast Swimming (2004) — Dropkick

#### Extended plays
- One For Me (2004) — H-Records

### Johnny Casino And The Secrets

#### Álbumes
- New Clothes Old Shoes (2007) — Off The Hip
- I Am Who I Am, Not Who You Want Me To Be (2009) — Off The Hip

#### Álbumes en directo
- Live On 3PBS (2009) — Off The Hip

#### Extended plays
- Cowboys And Indians (2007) — Off The Hip
- Take Me Down To Your River (2008) — Off The Hip

#### Singles dobles
- Now Is The Time (2012) — Off The Hip

#### Singles
- "Hit The Ground Running" / "Heavy Music" (2010) — Off The Hip

#### Recopilatorios
- Get Some! (2007) — Off The Hip
- Get Johnny Casino Today For A Better Tomorrow (2012) — Off The Hip
- Keep On Keepin' On! (2013) — Folc

### Johnny Casino

#### Álbumes
- Time and Time Again (2017) — Folc
- Trade Winds (2018) — Folc

#### Álbumes en directo
- Live At The Hanging Tree (2013) — Off The Hip

#### Singles
- Two Sides To Every Coin (2002) — Corduroy

## Multimedia
- «Sunken Treasure», vídeo grabado para la web Acordes Urbanos (2011)

- «Thirteen» (versión de Big Star), vídeo grabado para la web Acordes Urbanos (2011)

- «Nothing Left to Hide», vídeo grabado para la web Acordes Urbanos (2011)

- Datos: Q28501308